# Zeke & Luther
Zeke & Luther este un sitcom american despre doi prieteni foarte buni care doresc să devină cei mai buni skateboarderi din lume. Prima dată, serialul a fost difuzat de Disney XD și este un original Disney XD. Serialul îi conține pe Hutch Dano, Adam Hicks, Daniel Curtis Lee și Ryan Newman.
Episodul „Bros Go Pro” („Frații ajung experți”) a fost disponibil pentru download gratuit pe iTunes la începutul lui iunie, cu două săptămâni înainte de premiera televizată (3 iulie 2009 la Disney XD America Latină).
Pe 2 august 2010, a fost anunțat că serialul a fost prelungit pentru un al 3-lea sezon. Pe 18 iunie 2011 producătorul serialului a anunțat ca sezonul 3 este și ultimul.

## Distribuția

### Principală
- Hutch Dano ca Zeke Falcone
- Adam Hicks ca Luther Waffles
- Daniel Curtis Lee ca Kojo
- Ryan Newman ca Ginger Falcone

### Secundară
- Nate Hartley ca Ozzie Kephart
- David Ury ca Don Donaldon

## Personaje

### Personaje principale
Ezekiel „Zeke” Falcone — El are 16 ani și este cel mai bun prieten al lui Luther. Prima sa slujbă a fost livrarea de gogoși la Gogoșeria lui Don. E tipul „în general mai isteț” al grupului. Cea mai mare slăbiciune a sa este iubirea față de Olivia Masterson, vecina lui de alături. El este mai mare decât Luther dar mai scund măsurând 1.75. Numele său de familie, Falcone, este dezvăluit în episodul "Lista fraților". El s-a născut în Japonia, fapt dezvăluit în episodul 8 din sezonul 3.Primul lui 10 a fost la ora de tâmplărie în episodul din sezonul 2 "Placa din clasă"".
 Luther „Jerome” Waffles — El are 16 ani (născut într-un an bisect, 4 ani) și este cel mai bun prieten al lui Zeke, poate fi uneori cu capul în nori și e un jucător înrăit. A adoptat un șobolan pe care l-a prins Reginald Johnson și l-a numit Norocel. Norocel este și animăluțul și obiectul său norocos. El și Zeke sunt acum sponsorizați de „Liver Nubs”. El are 1.80 înălțime. El s-a născut în gogoșeria lui Don, încă un lucru dezvăluit în episodul 8 din sezonul 3.Primul lui 10 a fost la ora de tâmplărie în episodul din sezonul 2 Placa din clasă"". 
Ginger Falcone — Sora mai mică de 11 ani a lui Zeke. Ea este isteață, dar tot timpul caută soluții să-l tortureze pe Zeke.
Kornelius "Kojo" Jonesworth — rivalul lui Zeke și Luther, care vrea să demonstreze că este mai bun decât aceștia. Din sezonul 2 acesta le devine prieten.

### Personaje secundare
- Oswald 'Ozzie' Kepphart : se poartă ca un ciudat. A fost la tabăra de skate .Pe parcursul sezonului 1,2 și 3 este prieten cu cei doi skateboarderi. De asemenea în sezonul 2 are un frate inteligent.
- Poochie McGruder: prietena cea mai bună a lui Ginger. Tot timpul aplaudă la ideile lui Ginger și spune "Yay!"
- Garrett "Duhoare" Delfino: băiatul cu mâna în ghips care este îndrăgostit de sora lui Zeke, Ginger.
- Lisa Grubner: o fată tânără de 13 ani care a fost îndrăgostită de Zeke în sezonul 1 și 2.
- Reginald "Salopetă" Johnson: vecinul cel rău care îi învinovățește pe Zeke și Luther. El este un fost astronaut și poartă de fiecare dată o salopetă (de unde și porecla lui)
- Don Donaldson ("Donut"): vânzătorul și patronul gogoșeriei și bun prieten cu Zeke și Luther.
- Syd: este cel care îi cazează la hotel pe Zeke și Luther.
- Olivia Masterson: este vecina lui Zeke, Zeke este îndrăgostit de ea.

## Episoade
| Statele Unite | Statele Unite | Statele Unite | Statele Unite     | Statele Unite    |
| Sezon         | Sezon         | Episoade      | Primul episod     | Ultimul episod   |
| ------------- | ------------- | ------------- | ----------------- | ---------------- |
|               | 1             | 21            | 15 iunie 2009     | 1 februarie 2010 |
|               | 2             | 26            | 15 martie 2010    | 6 decembrie 2010 |
|               | 3             | 26            | 28 februarie 2011 | 2 aprilie 2012   |